# Meredit Grej
Dr Meredit Grej je izmišljeni i glavni lik u seriji "Uvod u anatomiju". Ulogu tumači američka glumica Elen Pompeo, a kreirana je od strane Šonde Rajms. Udata je za Dereka Šeparda. Njen muž doktor Šepard je neurohirurg, bio je šef neurohirurgije dok nije prihvatio ponudu rada za predsednika. Posle izveznog vremena u Vašingtonu odlučio je da se vrati svojoj ženi i deci. Imavši nameru da da otkaz u Vašingtonu poginuo je u saobraćajnoj nesreći. Meredit Grej nastavlja život slomljena i saznaje da je trudna. Kada je dr. Miranda Bejli postala glavna u bolnici, Meredit Grej je postala šef opšte hirurgije. Ona se u 12. sezoni suočava sa specijalizantom koji je ubio njenog muža. Specijalizant koji je "ubio" dr. Šeparda se zvala Peni. U doba kada ju je upoznala, Peni je bila devojka dr. Keli.

## Pozadina
Meredit je jedino dete Elis i Tačera Greja. Rani deo svoga detinjstva provela je u Sijetlu, gde je njena majka radila kao hirurg u bolnici "Sijetl grejs". Brak njenih roditelja imao je dosta problema zbog Elisinog fokusiranja na karijeru umesto na porodicu i njene dugogodišnje afere sa njenim kolegom, dr. Ričardom Veberom. Zbog toga, Tačer ih napušta kada je Meredit imala samo 5 godina. Elis je dobila ponudu da se prebaci u bolnicu u Bostonu i seli se u Masačusets tako da Tačer gubi sav kontakt sa Meredit.
Išla je na Dartmut, gde je jedva diplomirala zato što je išla na mnogo žurki i pila previše. Posle diplomiranja imala je problema da zadrži bilo koji posao koji je dobila. Elis je ohrabrivala Meredit da nađe pravac u svom životu i predložila joj je da upiše medicinsku školu, iako joj je ranije stalno govorila da nema ono što je potrebno da postane hirurg. Posle svađe, Meredit, sa svojom najboljom drugaricom Sedi, odlazi na dvomesečni put u Evropu. Kada se vratila, saznaje da njena majka ima Alchajmerovu bolest i odlučuje da ipak upiše medicinsku školu. Kada je završila školu, dobila je mesto u bolnici "Sijetl grejs", gde postaje hirurški specijlizant, i iz Bostona se vraća u Sijetl u staru kuću njene majke.